# مجموعه فعالان حقوق بشر در ایران
مجموعه فعالان حقوق بشر در ایران (مجموعه فعالان، مجموعه، فعالان حقوق بشر در ایران، HRA ,HRAI) سازمانی مدافع حقوق بشر در ایران است. 
مجموعه فعالان حقوق بشر در ایران در اواخر سال ۱۳۸۴ فعالیت خود را در ایران آغاز کرد. این سازمان در ابتدای تأسیس به انعکاس اخبار مربوط به زندانیان سیاسی و وضعیت نابسامان زندان‌ها می‌پرداخت و سپس به دیگر حوزه‌های مدنی وارد شد. 
در بهمن و اسفند ماه ۱۳۸۸ و در پی برخورد با معترضین نتیجه انتخابات مجلس شورای اسلامی (۱۳۹۵–۱۳۹۴)، نهادهای امنیتی وابسته به سپاه ده‌ها تن از همکاران این سازمان را بازداشت کردند و دست به هک و تخریب وب سایت‌های متعلق به این گروه زدند. نهادهای امنیتی ایران از تخریب وبسایت‌های مجموعه فعالان با عنوان جنگ سایبری جمهوری اسلامی یاد کردند. این نهادها با ساختن برنامه‌های متعدد تلویزیونی این سازمان را به وابستگی به کشورهای غربی متهم کردند.
علیرغم آسیب‌های وارده این تشکل کماکان به فعالیت خود ادامه می‌دهد.

## زمینه فعالیت‌ها
مجموعه فعالان حقوق بشر در ایران علاوه بر انتشار اخبار و گزارش کردن موارد نقض حقوق بشر به صورت روزانه که در تارنمای خبرگزاری هرانا منعکس می‌شود، اقدام به انتشار کتاب‌هایی در زمینه روند تکامل تاریخی حقوق بشر، آموزش حقوق بشر، انتشار اسامی زندانیان سیاسی، مصاحبه با قربانیان نقض حقوق بشر، انتشار جزواتی در زمینه آموزش حقوق زنان، حقوق کارگری، حقوق دانشجویی، حقوق قومیت‌ها و مذاهب و موارد دیگری از این دست نموده‌است. علاوه بر این ماهنامه خط صلح نیز توسط این ارگان در داخل ایران منتشر می‌شود.
ویدئوهای مستند منتشر شده توسط مجموعه، بسیاری از حقایق دیده نشده در خصوص نقض حقوق بشر در ایران را در معرض دید قرار می‌دهد.

## توابع
- خبرگزاری هرانا ارگان مجموعه فعالان حقوق‌بشر در ایران است که اخبار نقض حقوق‌بشر در ایران را در راستای پشتیبانی از قربانیان نقض حقوق بشر در ایران پوشش می‌دهد. جمال حسینی نخستین سردبیر این خبرگزاری تا زمان فوت در سال ۲۰۱۴ بود.[۶]
- ماهنامه خط صلح، نشریه این تشکل است که به بررسی آرا و نظرات حول موضوع حقوق بشر در ایران می‌پردازد.[۷]
- کمیته رکن چهارم دیگر تابع این سازمان است که بر مقابله با فیلترینگ و سانسور در فضای سایبری متمرکز است[۸]

## چهره‌های مرتبط
- در حال حاضر کیوان رفیعی (عضو مؤسس) دبیرکل مجموعه فعالان حقوق بشر در ایران است.[۹]
- جمال حسینی عضو مؤسس این سازمان بود که به‌عنوان نخستین سردبیر خبرگزاری هرانا تا زمان فوت (۲۰۱۴) فعالیت داشت.[۱۰]
- مهدی خدایی عضو مؤسس این سازمان بود. وی نخستین سخنگوی مجموعه فعالان حقوق بشر در ایران تا سال ۲۰۰۹ بود و پس از آن به عنوان مسئول بخش دانشجویی فعالیت کرد.
- احمد باطبی از اعضای پیشین مجموعه فعالان حقوق بشر در ایران که در زمان عضویت عهده‌دار مسئولیت سخنگویی این نهاد بود. (از سال ۲۰۰۹ تا سال ۲۰۱۲)[۱۱]
- علی عجمی سردبیر پیشین خبرگزاری هرانا که از سال ۲۰۱۴ تا ۲۰۱۶ عهده‌دار این مسئولیت بود. علی عجمی در سال ۲۰۲۰ در آمریکا درگذشت.[۱۲]
- طاهر ائلچی وکیل و فعال حقوق بشر در ترکیه، عضو هیئت مشاوران این نهاد بود. او در سال ۲۰۱۶ در ترکیه ترور شد.[۱۳][۱۴]
- فرزاد کمانگر معلم و فعال حقوق بشر که در رابطه با یک پرونده با ماهیت سیاسی دستگیر شد. او پیش از بازداشت به عضویت مجموعه فعالان درآمده بود و به دلیل فعالیت‌های جدی خود در زمان بازداشت تا اعدام به عنوان گزارشگر افتخاری این نهاد معرفی شد.[۱۵]